# Noorda
Noorda is een geslacht van vlinders van de familie van de grasmotten (Crambidae), uit de onderfamilie van de Glaphyriinae. De wetenschappelijke naam en de beschrijving van dit geslacht werden voor het eerst in 1859 gepubliceerd door Francis Walker.

## Soorten
- Noorda aeanalis West, 1931
- Noorda affinis Rothschild, 1915
- Noorda anthophilalis Strand, 1909
- Noorda apiensis Rebel, 1915
- Noorda arfakensis Kenrick, 1912
- Noorda atripalpalis Zerny, 1917
- Noorda blitealis Walker, 1859
- Noorda caradjae (Rebel, 1902)
- Noorda diehlalis Marion & Viette, 1956
- Noorda margaronialis Hampson, 1912
- Noorda moringae Tams, 1938
- Noorda palealis Viette, 1957
- Noorda purpureiplagialis Rothschild, 1915
- Noorda senatoria (Meyrick, 1932)
- Noorda trimaculalis Amsel, 1965
- Noorda unipunctalis Amsel, 1963